# Angelina Colubret i March
Angelina Colubret i March (Badalona, 10 de novembre de 1910 - Torroella de Montgrí, 23 de gener de 1998) va ser una mestra i propagandista política catalana.
Era filla de Miquel Colubret i Payet, guàrdia municipal, i Teresa March i Lloveras, llevadora. Va obtenir el títol de professora de primera ensenyança el 1929, amb plaça fixa a l'Escola Municipal del Guinardó des de l'any 1932, vinculada als principis renovadors de l'Escola Nova. Va exercir de mestra fins al final de la Guerra Civil espanyola, moment en què va ser detinguda i condemnada a no poder exercir la seva feina.
En l'àmbit polític va començar a escriure el 1931 al setmanari Lluita, portaveu d'Esquerra Catalana Federal a Badalona i a La Humanitat. Durant la Segona República Espanyola va participar en diferents mítings en què el feminisme, l'educació de les dones i el seu paper a la societat centrava en gran part les seves intervencions. Al primer congrés ordinari d'Esquerra Republicana (1932) va ser la secretària de la Ponència d'Ensenyament.
A l'inici de la Guerra Civil treballava al Grup Escolar Ignasi Iglésias de Barcelona i, després de diferents trasllats, a començaments de l'any 1939 exercia a la Colònia Escolar Permanent de l'Ajuntament de Barcelona a Berga. Durant les vacances escolars, s'incorporà com a infermera voluntària al vaixell hospital "Marqués de Comillas", en l'expedició republicana contra els sublevats de Mallorca.
Després de la seva detenció i judici, al setembre de 1939, fou inhabilitada per exercir qualsevol càrrec i no va ser rehabilitada fins al començament de la demòcràcia.